# Coninckiidae
Coninckiidae é uma família de nematóides pertencentes à ordem Araeolaimida.
Género:
- Coninckia Gerlach, 1956